# Lindernia microcarpaeoides
Lindernia microcarpaeoides é uma espécie botânica do gênero Lindernia pertencente à família Linderniaceae.